# Piet Bon
Piet Lammert (Piet) Bon (Aalsmeer, 18 april 1946) is een voormalige roeier. Hij vertegenwoordigde Nederland eenmaal op de Olympische Spelen, maar won bij die gelegenheid geen medailles.
In 1968 maakte hij zijn olympisch debuut op de Spelen van Mexico-Stad. Bij het roeionderdeel acht met stuurman finishte hij in de B-finale in een tijd van 6.14,18 en moest hiermee genoegen nemen met een achtste plaats.
Bon was in zijn actieve tijd aangesloten bij de Amsterdamse studentenroeivereniging ASR Nereus. Hij studeerde geneeskunde en werd later huisarts en clubarts bij AFC Ajax. Onder bondscoach Louis van Gaal was hij ook actief voor het Nederlands elftal. Hij is een zoon van Simon Bon, eveneens olympisch roeier.

## Palmares

### Roeien (acht met stuurman)
- 1968: 8e OS - 6.14,18

Maarten Kloosterman · 
Piet Bon · 
Eric Niehe · 
Jaap Reesink · 
Gee van Enst · 
Jan Steinhauser · 
Eric Wesdorp · 
Jan van Laarhoven · 
Arthur Koning (stuurman)